# فخار سوي

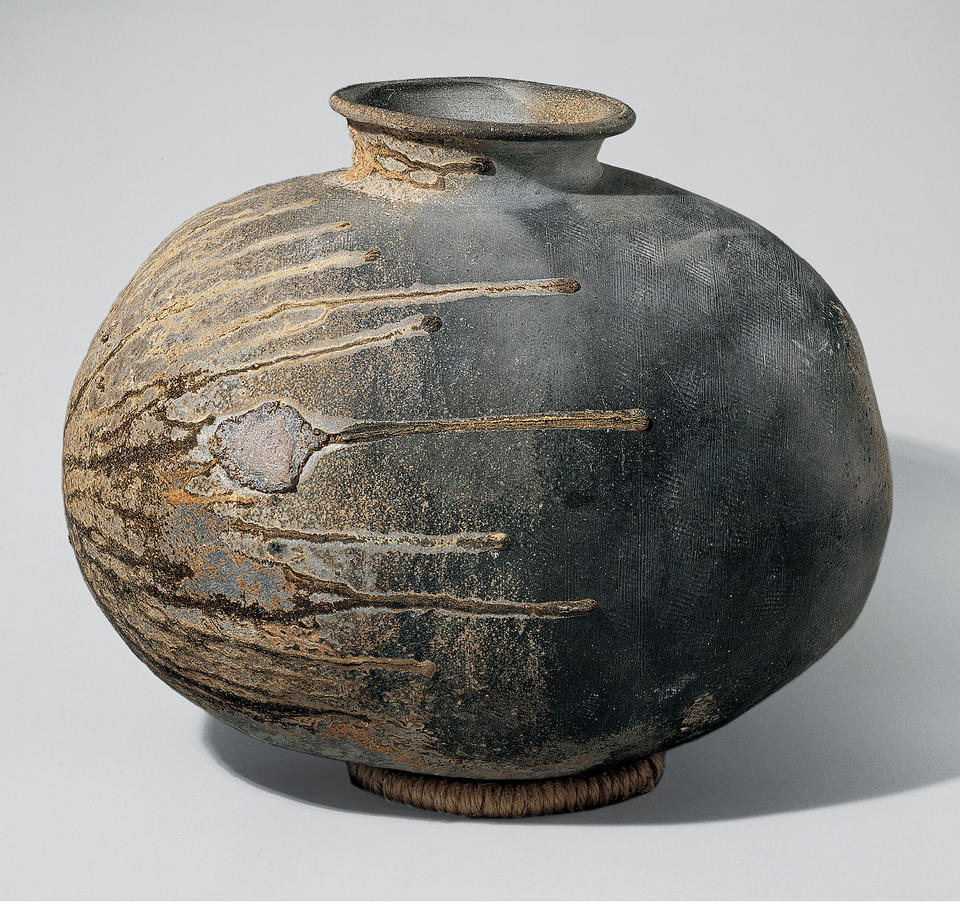
آنية من فخار "سوي" تعود إلى القرن السادس حقبة كوفون، ويظهر على جانبها تزجيج الرماد الذي يحصل بشكل طبيعي غير مقصود.

فخار سوي (須恵器؛ تلفظ: سوي-كي) هو من أنواع حرفة الفخار عالية الحرارة، تظهر منتجاته بلون رمادي مائل للزرقة، تم إنتاج هذا الفخار في اليابان وكوريا الجنوبية خلال حقبة كوفون ونارا وهييان من تاريخ اليابان، أستخدمت منتجاته في البداية لأغراض الجنائز والطقوس، دخل اليابان من منطقة كيوشو قادماً من كوريا، يرتبط مباشرة بحرفة الأواني الرمادية من فترة ممالك كوريا الثلاثة، كما أن له جذور أقدم تعود إلى الصين القديمة.

## تاريخياً

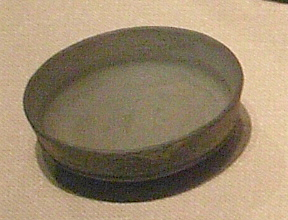
آنية من فخار "سوي" تعود للقرن الخامس، عثر عليها في محافظة اوموري.

أول استخدام للمصطلح «سوي» ظهر بعد 1930 من قبل عالم الآثار شويتشي غوتو (後藤守一) والذي إقتبسه من شعر مان يوشو الذي يعود إلى القرن الثامن في اليابان، وقبل هذا كانت الأسماء (إوايبي دوكي؛ 祝部土器) أو تشوسين دوكي أكثر شيوعاً.
يعتقد بأن هذه الحرفة نشأت بالأصل في منطقة غايا في كوريا الجنوبية خلال القرنين الخامس والسادس، ثم جلبت إلى اليابان من قبل الحرفيين المهاجرين، عاصر إستخدامها حرفة فخار هاجي [الإنجليزية] اليابانية الأصل والتي كانت تنتج أواني حمراء وأكثر مسامية. صنع فخار سوي من لفائف الصلصال بعد طرقها وصقلها أو نحتها للشكل المطلوب، ومن قم حرقها بمعزل عن الاوكسجين بدرجة حرارة تصل إلى 1200 درجة مئوية، الناتج كان خزف حجري غير مزجج عموماً ولكن في بعض الاحيان ظهرت طبقات من الرماد الزجاجي تغطي أجزاء من الأواني بشكل عرضي والذي ذاب كقطرات وغطى أسطح الأواني أثناء حرقها بالأفران.

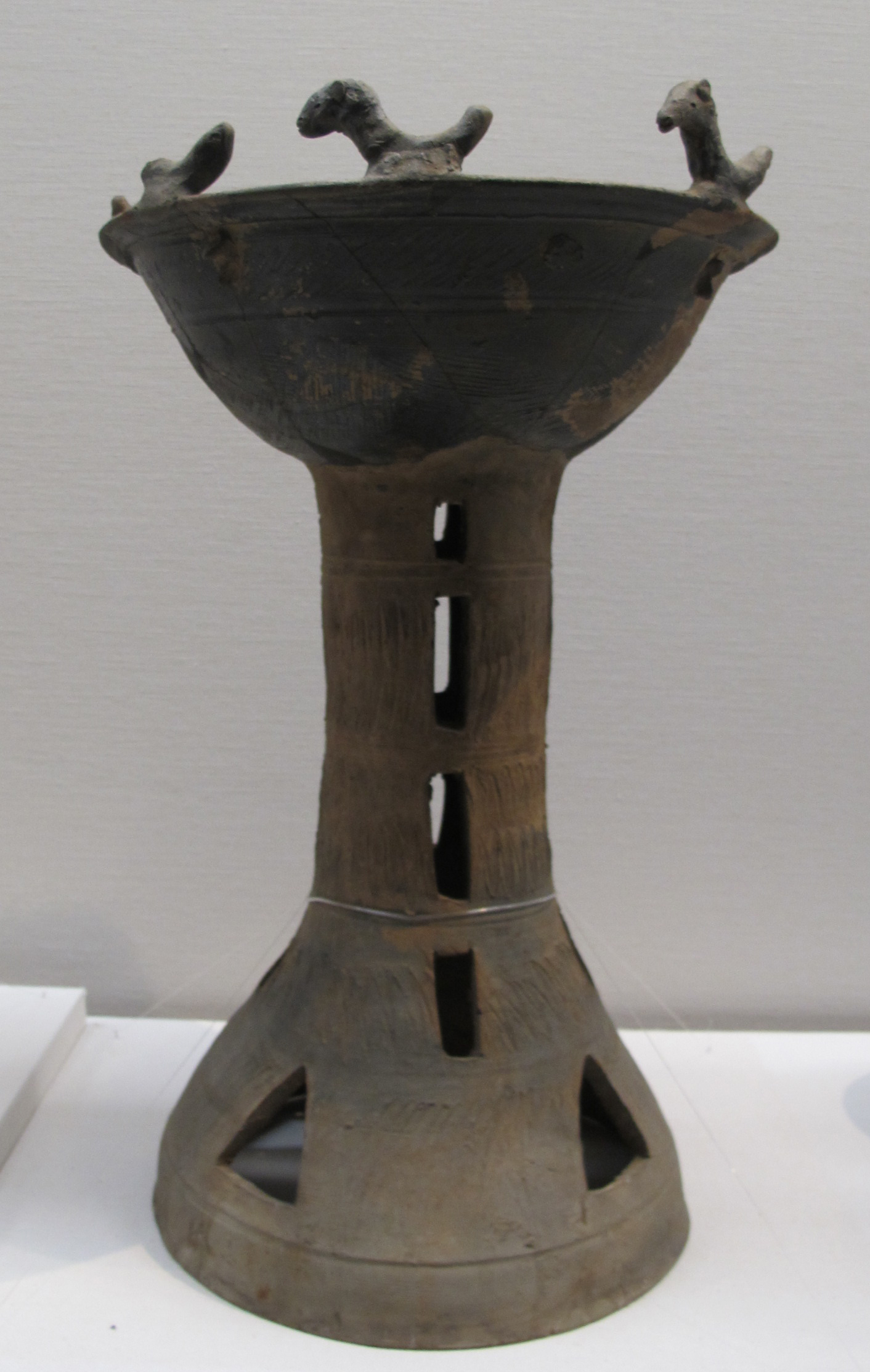
جرة من فخار "سوي" تزينها طيور من الأعلى، تعود إلى القرن السادس فترة كوفون.

أنتج فخار سوي في عدة مناطق حول اليابان منها محافظة اوساكا الجنوبية وعلى طول ساحل البحر الداخلي وأجزاء من شرق هونشو، أستخدم لصناعة قرميد التسقيف لمعابد كوكوبونجي المحلية خلال حقبة نارا، بحلول القرن السابع تضاءلت قيمة منتجات هذه الحرفة بشكل كبير بسبب زيادة الإنتاج، ووصول خزف الألوان الثلاثة [الإنجليزية] من إمبراطورية تانغ الصينية، ثم بحلول فترة هييان تحولت حرفة سوي إلى صناعة المنتجات النفعية كأدوات الحياة اليومية أكثر من المنتجات الطقوسية الجمالية والفنية كما تطورت هذه الحرفة لاحقاً إلى عدد من حرف الخزف المحلية كحرفة فخار بيزين [الإنجليزية].